# Robin Figren
Kjell Robin Xerxes Figren, född 7 mars 1988, är en svensk före detta professionell ishockeyspelare. Han blev draftad som nummer 70 totalt i NHL Entry Draft 2005 av New York Islanders. Den följande säsongen gjorde han SHL-debut (dåvarande Elitserien) med Frölunda HC, innan han lämnade Sverige för spel i Nordamerika. Under två säsonger spelade han i WHL, för Calgary Hitmen och Edmonton Oil Kings. Han kom tillbaka till Sverige och tillbringade en säsong med Djurgårdens IF 2008/09 innan han åter vände tillbaka till Nordamerika, denna gång till Bridgeport Sound Tigers i AHL.
Efter två säsonger för Sound Tigers spelade Figren mellan 2011 och 2019 för tre olika klubbar i SHL. Efter att ha spelat två säsonger med Linköping HC, tillbringade han fyra säsonger med Frölunda HC, som han vann SM-guld med säsongen 2015/16. De två sista säsongerna spelade han för HV71, innan han åter lämnade Sverige, denna gång för spel med den schweiziska klubben EHC Kloten i Swiss League. Figren spelade totalt tre säsonger för Kloten, där han den 2022 var med att spela upp klubben till NL. I augusti 2022 bekräftade han att han valt att avsluta sin spelarkarriär.
Under sina ungdoms- och juniorår vann Figren TV-pucken med Stockholm vid två tillfällen. Han vann också ett SM-guld med Frölunda J18 och tog ett SM-silver med Frölunda J20. I landslagssammanhang blev han uttagen att spela både U18-VM och J20-VM (2008 tog han ett JVM-silver). 2012 gjorde han debut i A-landslaget, där han spelade totalt sju landskamper.

## Karriär

### Klubblag

#### 2005–2011: Början av karriären
Figren påbörjade sin ishockeykarriär i moderklubben Hammarby Hockey. Han blev uttagen att spela TV-pucken två år i följd för Stockholm och vann turneringen båda gångerna. Efter att ha spelat juniorishockey för Hammarby lämnade han klubben för spel med Frölunda HC:s juniorlag. Under sin första säsong, 2004/05, vann han SM-guld med klubbens J18-lag. Sommaren 2005 NHL-draftades Figren i den tredje rundan, som 70:e spelare totalt av New York Islanders. Säsongen 2005/06 tog han ett SM-silver med Frölunda J20. Denna säsong gjorde han också SHL-debut, den 29 december 2005, i en match mot Brynäs IF. Totalt spelade han två SHL-matcher under säsongen, där han blev poänglös.
Inför säsongen 2006/07 lämnade Figren Sverige för spel i Nordamerika. De två följande säsongerna tillbringade han i WHL. Under den första säsongen spelade han för Calgary Hitmen där han på 62 grundseriematcher noterades för 27 poäng (10 mål, 17 assist) och därmed var lagets poängmässigt bästa rookie. Under sin andra säsong i ligan spelade han för Edmonton Oil Kings där han gjorde 31 poäng på 35 grundseriematcher (18 mål, 13 assist). Han missade avslutningen av säsongen då han tvingats till en handoperation i slutet av januari 2008.
Den 7 maj 2008 meddelades det att Figren skrivit ett treårsavtal med New York Islanders i NHL, men att han skulle komma att bli utlånad till Djurgårdens IF i SHL under den första säsongen. Figren missade inledningen av säsongen 2008/09 då han opererat handen tidigare under året. Den 7 oktober 2008 gjorde han sitt första mål i SHL, på Johan Backlund, i en 2–1-seger mot Timrå IK. Djurgården misslyckades att ta sig till SM-slutspel och på 49 grundseriematcher stod Figren för nio poäng, varav tre mål.
Då Djurgården misslyckats att ta sig till SM-slutspel avslutade Figren säsongen i Nordamerika för Islanders farmarlag Bridgeport Sound Tigers i AHL. Han gjorde AHL-debut den 15 mars 2009 i en match mot Hershey Bears. Totalt spelade han tre matcher för Sound Tigers och stod för en assistpoäng. Figren tillbringade hela den följande säsongen med Sound Tigers i AHL. Han gjorde sitt första mål i AHL den 3 januari 2010, på Alex Stalock, i en 3–4-förlust mot Worcester Sharks. Totalt stod han för sju poäng på 62 grundseriematcher (tre mål, fyra assist). I Calder Cup-slutspelet slogs Sound Tigers ut i den första rundan av Hershey Bears. Figrens andra säsong i klubben blev poängmässigt bättre. Laget misslyckades att ta sig till slutspel och på 76 grundseriematcher stod han för 30 poäng (14 mål, 16 assist).

#### 2011–2019: Återkomst till Sverige

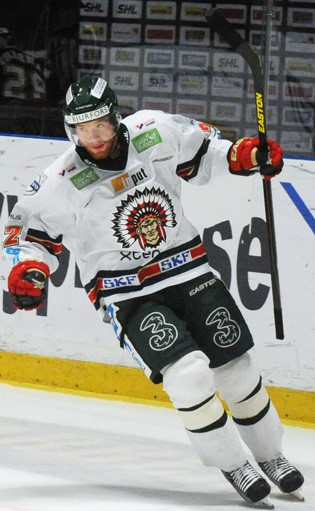
Figren med Frölunda HC 2013.

Den 20 april 2011 meddelades det att Figren skrivit ett tvåårsavtal med Linköping HC i SHL. Linköping missade därefter SM-slutspelet för första gången sedan säsongen 2002/03. På 51 grundseriematcher stod Figren för 19 poäng (nio mål, tio assist). Efter ytterligare en säsong med Linköping bekräftades det den 9 april 2013 att Figren lämnat klubben.
Den 12 april 2013 tillkännagav Frölunda HC att man skrivit ett tvåårsavtal med Figren. Efter en kollision med motståndaren Pär Edblom i en match mot Leksands IF den 7 januari 2014 meddelades det att Figren ådragit sig en ledbandsskada, vilket gjorde att han missade tolv matcher av grundserien. I grundserien slutade Frölunda på andra plats och på 43 grundseriematcher stod Figren för 23 poäng, varav nio mål. I SM-slutspelet slogs laget ut i kvartsfinalserien med 3–4 i matcher mot Linköping HC.
Den 2 juni 2014 meddelade Frölunda att man förlängt avtalet med Figren med ytterligare ett år. Under sin andra säsong i Frölunda slog Figren personligt poängrekord i SHL:s grundserie: på 49 matcher gjorde han 31 poäng (16 mål, 15 assist). Han missade dock slutet av grundserien, samt de två första matcherna av SM-slutspelet sedan han ådragit sig en ledbandsskada under en match mot Färjestad BK den 24 februari 2015. Laget slogs ut i semifinal av Växjö Lakers HC med 4–2 i matcher.
Under Figrens tredje raka säsong med Frölunda gjorde han sitt första hat trick i SHL, på Linus Fernström, i en 3–6-seger mot Karlskrona HK den 26 december 2015. Frölunda slutade på andra plats i grundserien och kort innan SM-slutspelet startade bekräftades det att Figren förlängt sitt kontrakt med klubben med ytterligare en säsong. Efter att Frölunda slagit ut både Djurgårdens IF (4–1) och Luleå HF (4–2) i kvarts-, respektive semifinal, ställdes man mot Skellefteå AIK i finalserien. Frölunda vann finalserien med 4–1 i matcher och Figren tilldelades därmed ett SM-guld.
Den följande säsongen kom att bli Figrens sista med Frölunda. I inledningen av säsongen blev han avstängd i fem matcher sedan han tacklat motståndaren Kevin Clark. Laget slutade trea i grundserien och slogs ut av Brynäs IF i semifinalserien med 4–3 i matcher.
Den 10 maj 2017 meddelades det att Figren lämnat Frölunda och istället skrivit ett tvåårsavtal med seriekonkurrenten HV71. Totalt spelade Figren 110 matcher, inklusive slutspel, för HV71. På dessa matcher stod han för 51 poäng (21 mål, 30 assist). Under Figrens tid i laget tog sig HV71 som längst till kvartsfinalspel.

#### 2019–2022: Sista åren i Schweiz
Den 24 juni 2019 meddelades det att Figren lämnat Sverige och skrivit ett ettårskontrakt med den schweiziska klubben EHC Kloten i Swiss League. Den 14 januari 2020 meddelade klubben att man förlängt avtalet med Figren med ytterligare en säsong. Figren slutade på andra plats i Klotens interna poängliga sedan han noterats för 48 poäng på 36 grundseriematcher. Tillsammans med Éric Faille var han också lagets främste målskytt med totalt 19 mål.
Inför säsongen 2020/21 utsågs Figren till en av de assisterande lagkaptenerna i laget. I grundserien slutade han på sjätte plats i den totala poängligan med 60 poäng på 46 mathcer. Med 29 mål vann han för andra året i följd lagets interna skytteliga. Laget vann grundserien, men misslyckades att avancera i seriesystemet då man i det efterföljande kvalet förlorade finalserien mot HC Ajoie med 4–2 i matcher. Dessförinnan, den 1 mars 2021, bekräftades det att Figren förlängt sitt avtal med Kloten med ytterligare ett år.
Säsongen 2021/22 kom att bli Figrens sista med Kloten. I grundserien tangerade han sin poängnotering från föregående säsong (26 mål, 34 assist). I det efterföljande slutspelet var han med och spelade upp Kloten till Schweiz högsta division (NL). I slutspelet var han lagets poängmässigt bästa spelare med 21 poäng på 15 matcher (7 mål, 14 assist). Den 18 augusti 2022 bekräftades det att Figren valt att avsluta sin ishockeykarriär.

### Landslag
Vid U18-VM i Sverige 2006 var Figren uttagen till Sveriges trupp. Laget ställdes mot Tjeckien i kvartsfinal efter att ha slutat tvåa i grupp B ställdes. Man förlorade matchen med 3–0 och placerade sig som sexa sedan man även förlorat den efterföljande placeringsmatchen mot Ryssland med 5–2. På sex matcher noterades Figren för en fem poäng, varav tre mål.
Därefter spelade Figren JVM i Tjeckien 2008. Sverige gick obesegrade genom gruppspelet och tog sig sedan till final efter en 2–1-seger i övertid i semifinalen mot Ryssland. Efter förlängningsspel även i finalen föll man dock mot Kanada med 2–3. På sex matcher stod Figren för sju poäng mål (fem mål, två assist) och vann Sveriges interna poäng- och skytteliga.
Den 5 april 2012 gjorde Figren A-landslagsdebut i en 5–0-seger mot Norge. I samma match noterades han för sina två första A-landslagsmål.

## Statistik

### Klubblag
| 2005–06    | Frölunda HC             | SHL        | 2   | 0  | 0   | 0   | 0   | —  | —  | —  | —  | —  |
| 2006–07    | Calgary Hitmen          | WHL        | 62  | 10 | 17  | 27  | 54  | 18 | 4  | 4  | 8  | 18 |
| 2007–08    | Edmonton Oil Kings      | WHL        | 35  | 18 | 13  | 31  | 46  | —  | —  | —  | —  | —  |
| 2008–09    | Djurgårdens IF          | SHL        | 49  | 3  | 6   | 9   | 28  | —  | —  | —  | —  | —  |
| 2008–09    | Bridgeport Sound Tigers | AHL        | 3   | 0  | 1   | 1   | 2   | —  | —  | —  | —  | —  |
| 2009–10    | Bridgeport Sound Tigers | AHL        | 62  | 3  | 4   | 7   | 24  | 4  | 1  | 1  | 2  | 6  |
| 2010–11    | Bridgeport Sound Tigers | AHL        | 76  | 14 | 16  | 30  | 39  | —  | —  | —  | —  | —  |
| 2011–12    | Linköping HC            | SHL        | 51  | 9  | 10  | 19  | 57  | —  | —  | —  | —  | —  |
| 2012–13    | Linköping HC            | SHL        | 55  | 9  | 4   | 13  | 28  | 10 | 4  | 3  | 7  | 10 |
| 2013–14    | Frölunda HC             | SHL        | 43  | 9  | 14  | 23  | 54  | 7  | 0  | 1  | 1  | 6  |
| 2014–15    | Frölunda HC             | SHL        | 49  | 16 | 15  | 31  | 26  | 9  | 0  | 1  | 1  | 4  |
| 2015–16    | Frölunda HC             | SHL        | 52  | 9  | 13  | 22  | 24  | 16 | 1  | 1  | 2  | 4  |
| 2016–17    | Frölunda HC             | SHL        | 48  | 11 | 10  | 21  | 33  | 14 | 0  | 1  | 1  | 4  |
| 2017–18    | HV71                    | SHL        | 49  | 5  | 15  | 20  | 14  | 2  | 0  | 0  | 0  | 0  |
| 2018–19    | HV71                    | SHL        | 50  | 15 | 15  | 30  | 26  | 9  | 1  | 0  | 1  | 6  |
| 2019–20    | EHC Kloten              | SL         | 36  | 19 | 29  | 48  | 20  | 5  | 2  | 4  | 6  | 2  |
| 2020–21    | EHC Kloten              | SL         | 46  | 29 | 31  | 60  | 30  | 17 | 8  | 9  | 17 | 12 |
| 2021–22    | EHC Kloten              | SL         | 47  | 26 | 34  | 60  | 18  | 15 | 7  | 14 | 21 | 2  |
| SHL totalt | SHL totalt              | SHL totalt | 448 | 86 | 102 | 188 | 290 | 67 | 6  | 7  | 13 | 34 |
| AHL totalt | AHL totalt              | AHL totalt | 141 | 17 | 21  | 38  | 65  | 4  | 1  | 1  | 2  | 6  |
| SL totalt  | SL totalt               | SL totalt  | 130 | 64 | 94  | 158 | 68  | 37 | 17 | 27 | 44 | 16 |

### Internationellt
| År            | Lag           | Turnering     | Matcher | Mål | Assists | Poäng | Utv. |
| ------------- | ------------- | ------------- | ------- | --- | ------- | ----- | ---- |
| 2006          | Sverige       | U18-VM        | 6       | 3   | 2       | 5     | 16   |
| 2008          | Sverige       | JVM           | 6       | 5   | 2       | 7     | 2    |
| Junior totalt | Junior totalt | Junior totalt | 12      | 8   | 4       | 12    | 18   |